# Americký hřbitov a památník v Normandii
Americký hřbitov a památník v Normandii (francouzsky: Cimetière américain de Colleville-sur-Mer) je hřbitov a památník druhé světové války v Colleville-sur-Mer v Normandii ve Francii, který uctívá americké vojáky, kteří zemřeli v Evropě během druhé světové války. Nachází se na místě bývalého dočasného bitevního hřbitova Saint Laurent, pokrývá 172,5 akrů a je zde 9 388 hrobových míst.
Na hřbitově se nacházejí mapy a podrobnosti o vylodění v Normandii a vojenských operacích, které následovaly. Uprostřed památníku je bronzová socha Duch americké mládeže vyvstávající z vln. Součástí hřbitova jsou také dva stožáry s vlajkami, u kterých se v různých časech scházejí lidé, aby sledovali spouštění a skládání amerických vlajek. Hřbitov, který byl americkým vojákům věnovaný v roce 1956, je s milionem návštěvníků ročně nejnavštěvovanějším hřbitovem ze všech spravovaných Americkou komisí bitevních památek (ABMC). V roce 2007 otevřelo ABMC na hřbitově návštěvnické centrum, které uvádí do souvislostí globální význam a smysl operace Overlord.

## Dějiny

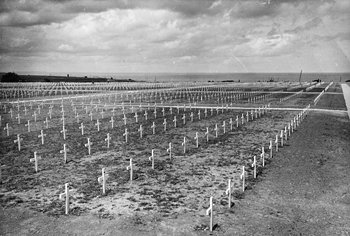
Hřbitov rok po dni D

Dne 6. června 1944 založila 607th Quartermaster Graves Registration Company první armády USA dočasný hřbitov, první americký hřbitov na francouzské půdě během druhé světové války. Po válce byl kousek na východ od původního místa založen dnešní hřbitov.
Americkým vojákům byl věnován 19. července 1956 za přítomnosti admirála Thomase C. Kinkaida z amerického námořnictva, zastupujícího prezidenta Dwighta D. Eisenhowera, a francouzského generála Jeana Ganevala zastupujícího prezidenta René Cotyho.
Stejně jako všechny ostatní zámořské americké hřbitovy ve Francii založené za první a druhé světové války udělila francouzská vláda Spojeným státům americkým zvláštní koncesi na pozemky zabrané hřbitovem na neomezenou dobu, bez jakýchkoli poplatků nebo daní, pokud Spojené státy americké budou hřbitov udržovat. Netěží z exteritoriality a zůstává majetkem francouzského státu. Tento hřbitov spravuje Americká komise pro bitevní památky, malá nezávislá agentura federální vlády USA, podle zákonů Kongresu, které poskytují roční finanční podporu na jejich údržbu, přičemž většina vojenského a civilního personálu je zaměstnána v zahraničí. Nad těmito udělenými půdami vlaje vlajka USA.

## Popis

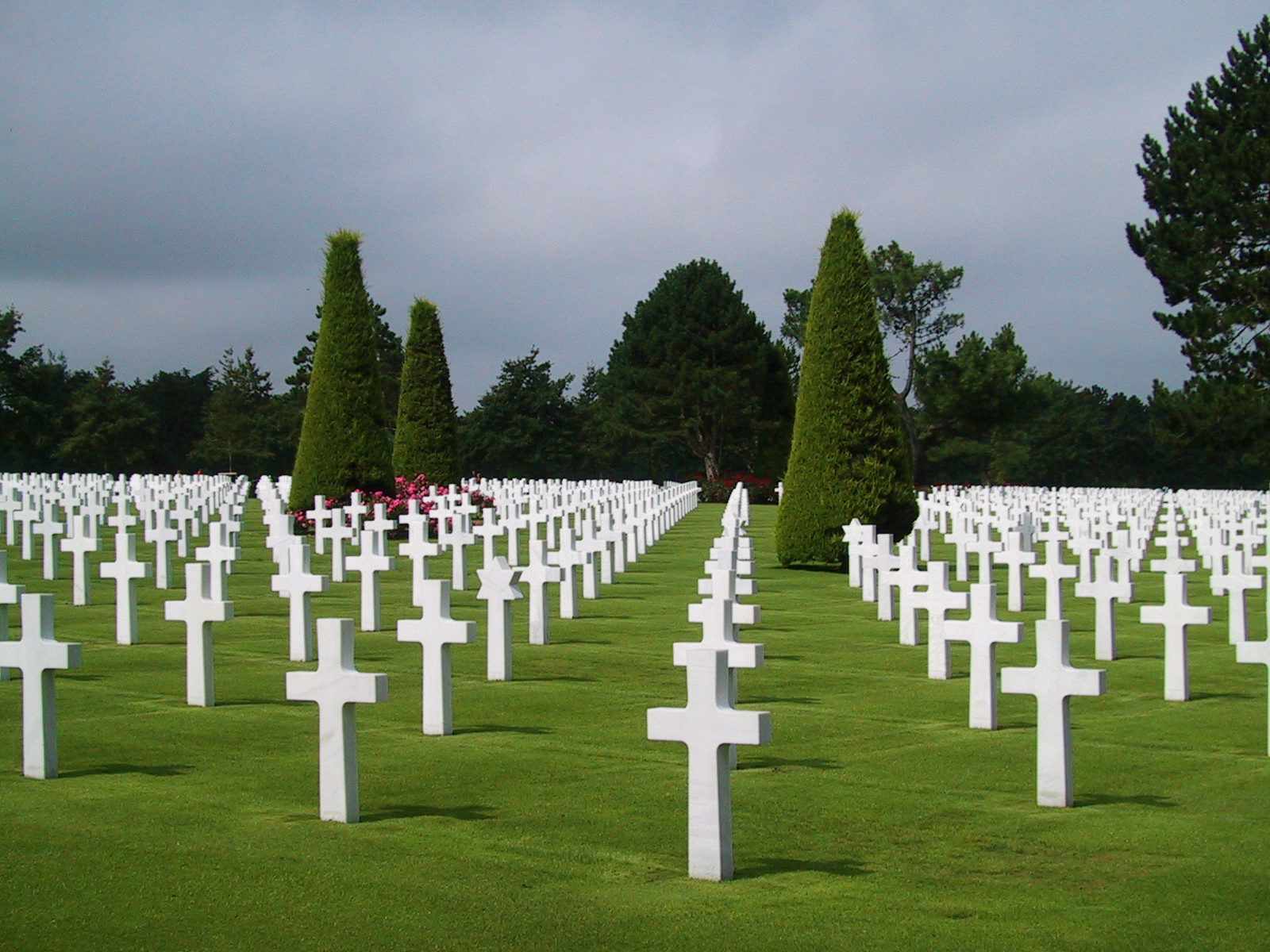
Hrobové kříže na hřbitově

Hřbitov se nachází na útesu s výhledem na pláž Omaha (jedna z vyloďovacích pláží invaze do Normandii) a Lamanšský průliv. Pokrývá 172,5 akrů a nachází se zde ostatky 9 388 mrtvých amerických vojáků, z nichž většina byla zabita během invaze do Normandie a následných vojenských operací během druhé světové války. Součástí jsou hroby posádek armádního letectva sestřelených nad Francií již v roce 1942 a čtyř Američanek.
Na zámořských amerických vojenských hřbitovech jsou pohřbeni pouze někteří z vojáků, kteří zemřeli v zámoří. Když přišel čas na trvalý pohřeb, byli nejbližší příbuzní způsobilí k rozhodování dotázáni, zda chtějí, aby jejich milovaní byli repatriováni k trvalému pohřbu ve Spojených státech amerických, nebo aby byli pohřbeni na nejbližším zámořském hřbitově.

## Pohřby

### Počet pohřbů
Dne 19. června 2018 byl Julius H. O. Pieper uložen k odpočinku vedle svého dvojčete Ludwiga J. W. Piepera a stal se 9388. vojákem pohřbeným na americkém hřbitově v Normandii.
Tyto pohřby jsou označeny náhrobky z bílého mramoru z Laasu, z nichž 9 238 jsou latinské kříže (pro protestanty a katolíky) a 151 z nich jsou Davidovy hvězdy (pro Židy). Protože se jednalo o jediná tři náboženství uznaná v té době armádou Spojených států amerických, nejsou přítomny žádné jiné typy značek.
Hřbitov obsahuje hroby 45 párů bratrů (z toho 30 pohřbených vedle sebe), otce a jeho syna, strýce a jeho synovce, 2 párů bratranců, 3 generálů, 4 kaplanů, 4 civilistů, 4 žen, 147 Afroameričanů a 20 původních Američanů.
Mezi ostatními příslušníky služby je pohřbeno 304 neznámých vojáků. Na jejich náhrobních kamenech je napsáno: „ZDE ODPOČÍVÁ V ČESTNÉ SLÁVĚ DRUH VE ZBRANÍ, ZNÁMÝ ALE BOHU“.
Východně od památníku leží Zeď pohřešovaných, kde jsou napsána jména 1 557 členů služby prohlášených za nezvěstné v boji během operace Overlord. U devatenácti z těchto jmen je bronzová růžice, což znamená, že jejich tělo bylo nalezeno a identifikováno od věnování hřbitova americkým vojákům.

### Významní pohřbení

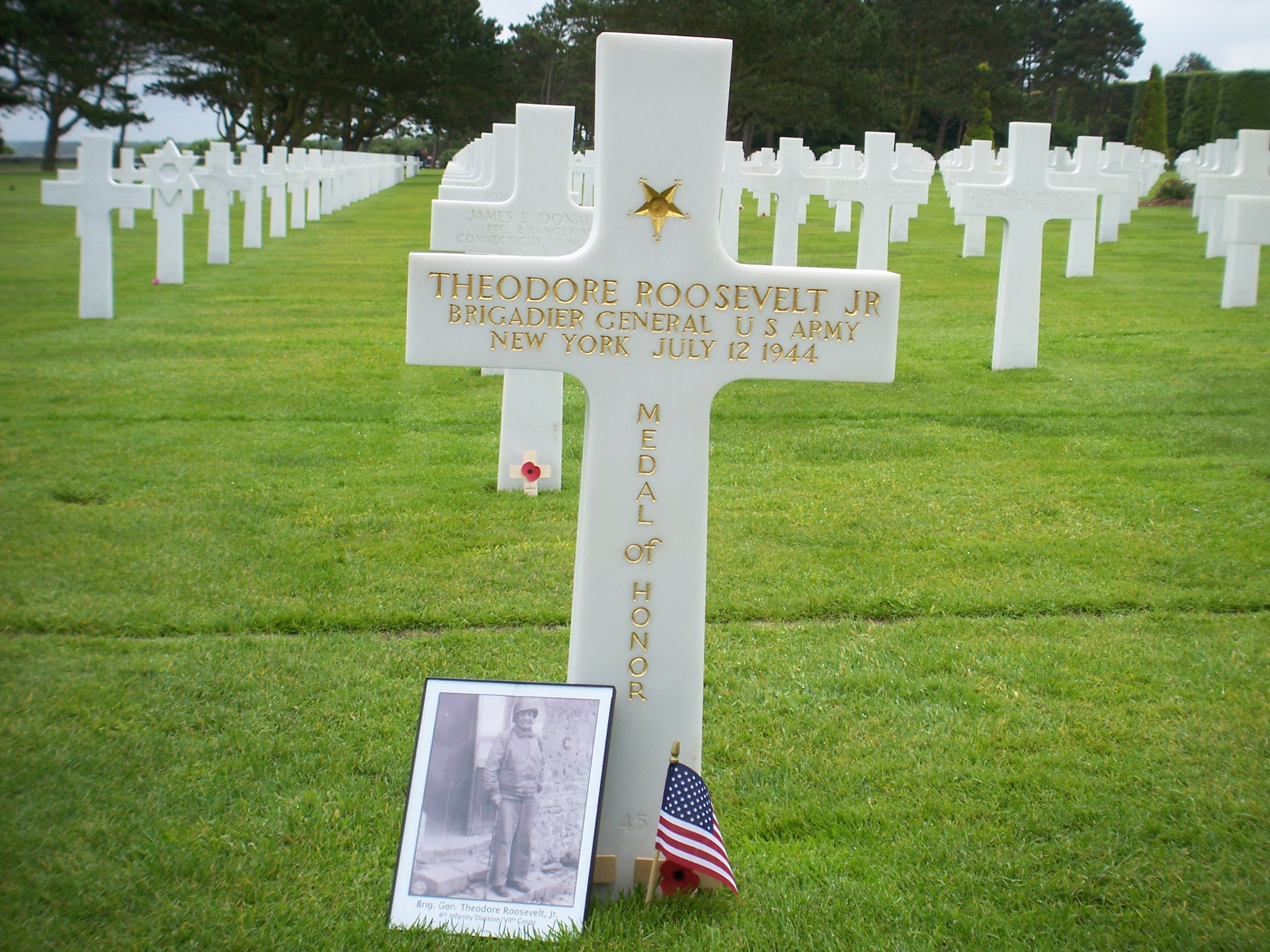
Náhrobek Theodora Roosevelta Jr.

Mezi pohřbenými na hřbitově jsou tři nositelé Medaile cti, včetně Theodora Roosevelta Jr., syna prezidenta Theodora Roosevelta. Po vytvoření hřbitova byl další syn prezidenta Roosevelta, Quentin, který byl zabit v první světové válce, exhumován a znovu pohřben vedle svého bratra.
Mezi významné pohřbené na hřbitově patří:
- Jimmie W. Monteith, nositel Medaile cti
- Frank D. Peregory, nositel Medaile cti[7]
- Theodore Roosevelt Jr., syn prezidenta Theodora Roosevelta, nositel Medaile cti
- Quentin Roosevelt, syn prezidenta Theodora Roosevelta, letec zabitý v boji během první světové války a znovu pohřben vedle hrobu svého bratra Theodora Roosevelta Jr.
- Lesley J. McNair, americký armádní generál, jeden ze dvou nejvýše postavených Američanů, kteří byli zabiti v boji během druhé světové války
- Dva z bratří Nilandů, Preston a Robert, jejichž příběh inspiroval Stevena Spielberga k filmu Zachraňte vojína Ryana[8]
- Joseph M. Jordan, Benjamin J. Stoney, Robert J. Bloser, Everett J. Gray, Terrance C. Harris, příslušníci roty E, 506. pěšího pluku, 101. výsadkové divize

## Dispozice

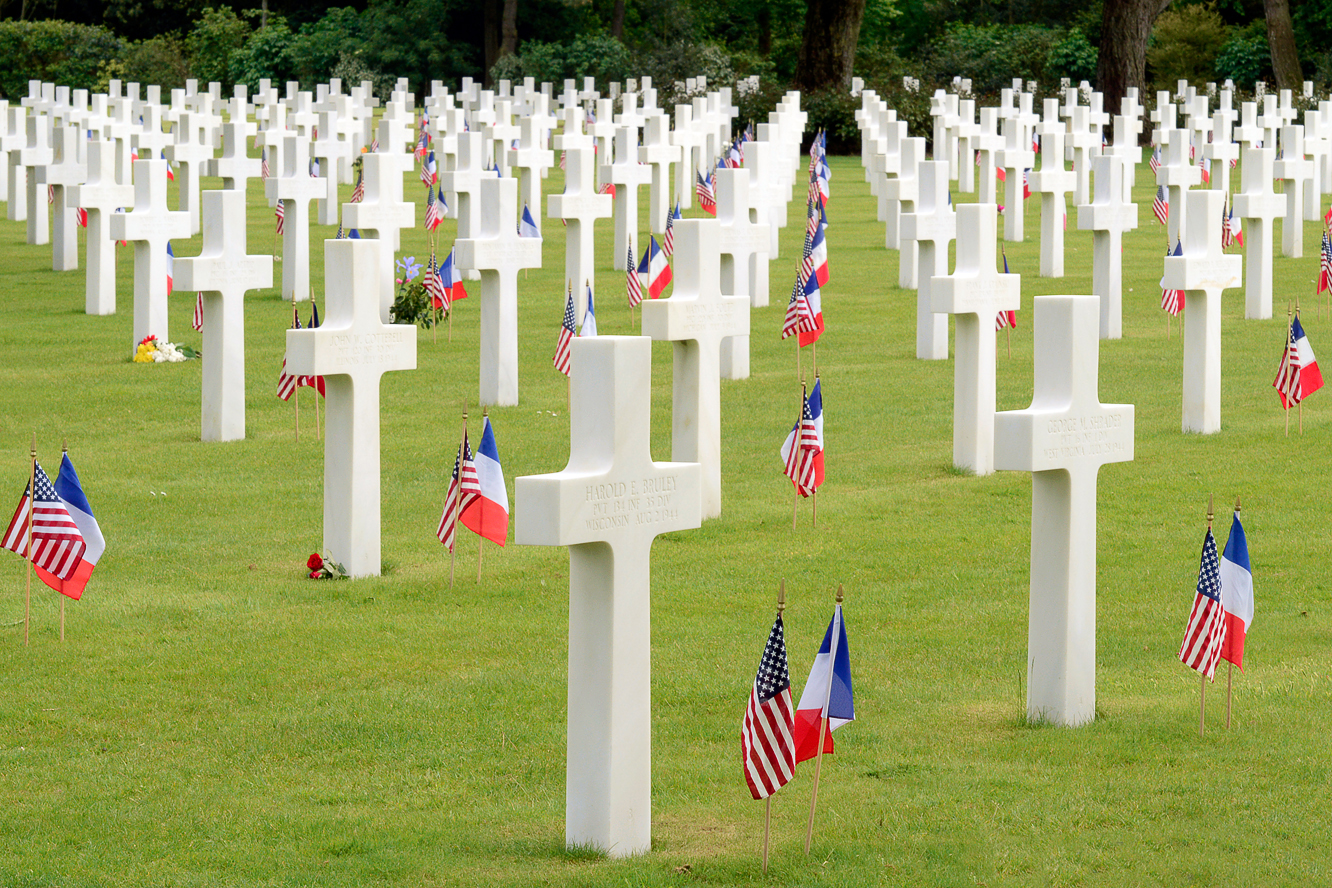
Kříže na hřbitově po připomenutí výročí

Hřbitov je rozdělen do deseti parcel. Tvoří tvar latinského kříže s kaplí uprostřed a Památníkem a zdí nezvěstných u základny.
Je otočen ke Spojeným státům americkým ve směru k bodu mezi Eastportem a Lubecem v Maine. To je náhodné, protože hřbitov byl postaven souběžně s pláží na pozemcích udělených Francouzi.

### Památník
Památník se skládá z půlkruhové kolonády s lodžií na obou koncích s mapami a vyprávěním o vojenských operacích. Je postaven ze středně tvrdého vápence z horního Burgundska. Dvě z map, které navrhl Robert Foster, jsou 9,8 metrů dlouhé a 6,1 metrů vysoké.
Uprostřed je 6,7 metrů vysoká bronzová socha s názvem Duch americké mládeže vyvstávající z vln od Donalda De Lue.
Nad oblouky Památníku je vyryto „TENTO OBLÉHANÝ BŘEH, PORTÁL SVOBODY, JE NAVŽDY VYSVĚCENÝ IDEÁLŮM, ODVAZE A OBĚTEM NAŠICH KRAJANŮ“.
U paty památníku je v angličtině a francouzštině vyryto „V HRDÉ VZPOMÍNCE NA ÚSPĚCHY JEJICH SYNŮ A V POKORNÉ POCTĚ JEJICH OBĚTEM BYL TENTO PAMÁTNÍK POSTAVEN SPOJENÝMI STÁTY AMERICKÝMI“.

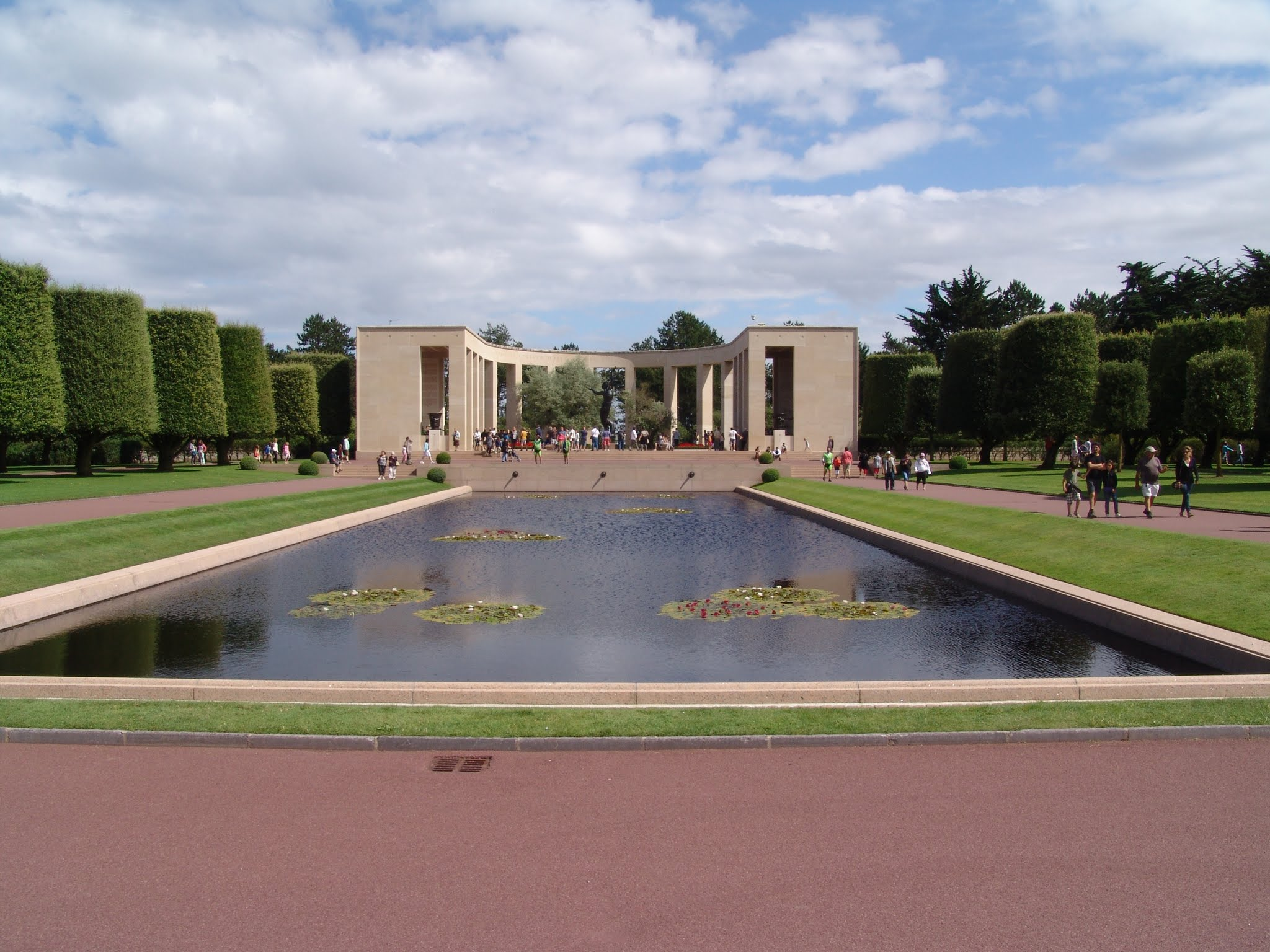
Památník z druhé strany zrcadlícího bazénu
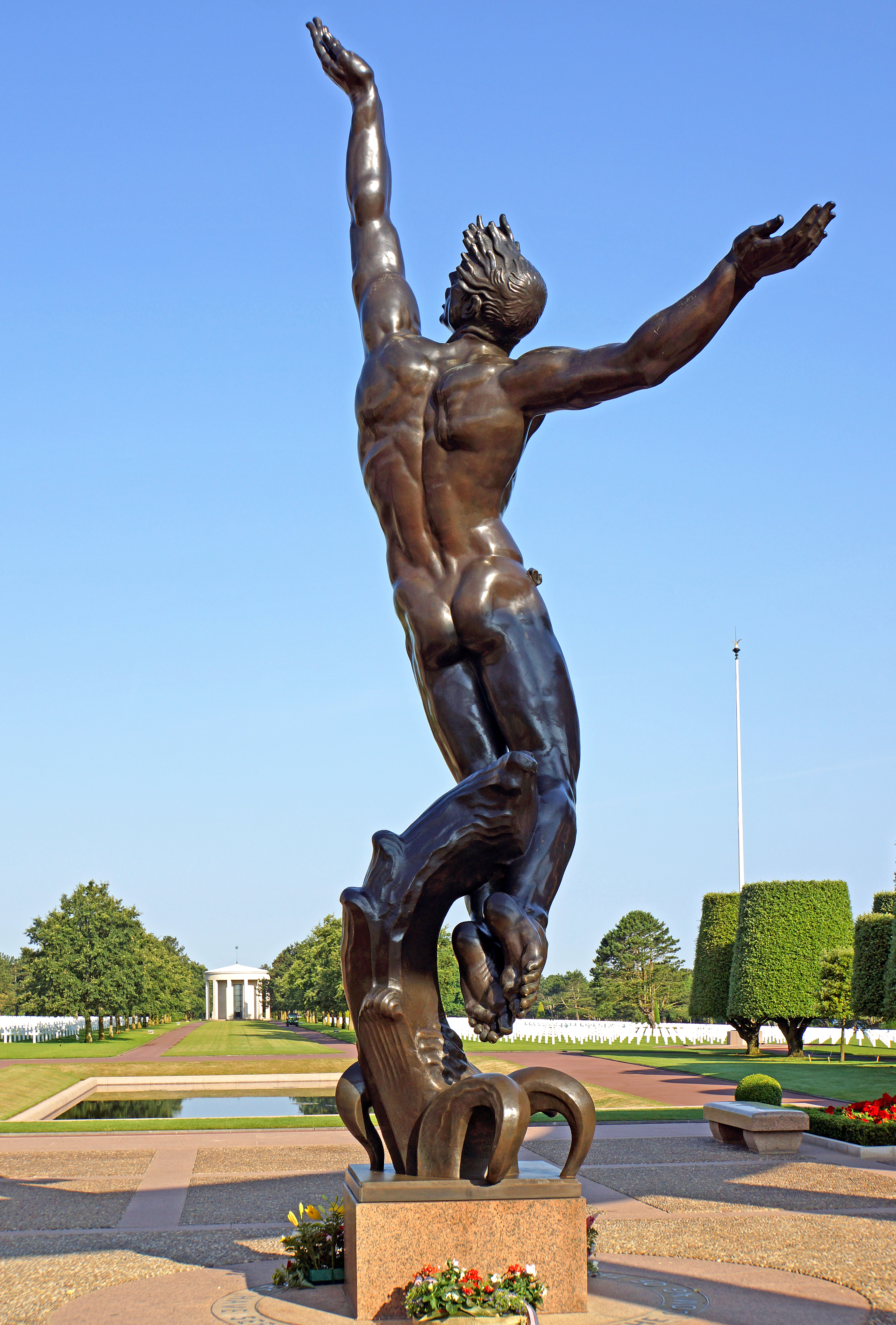
Duch americké mládeže vyvstávající z vln
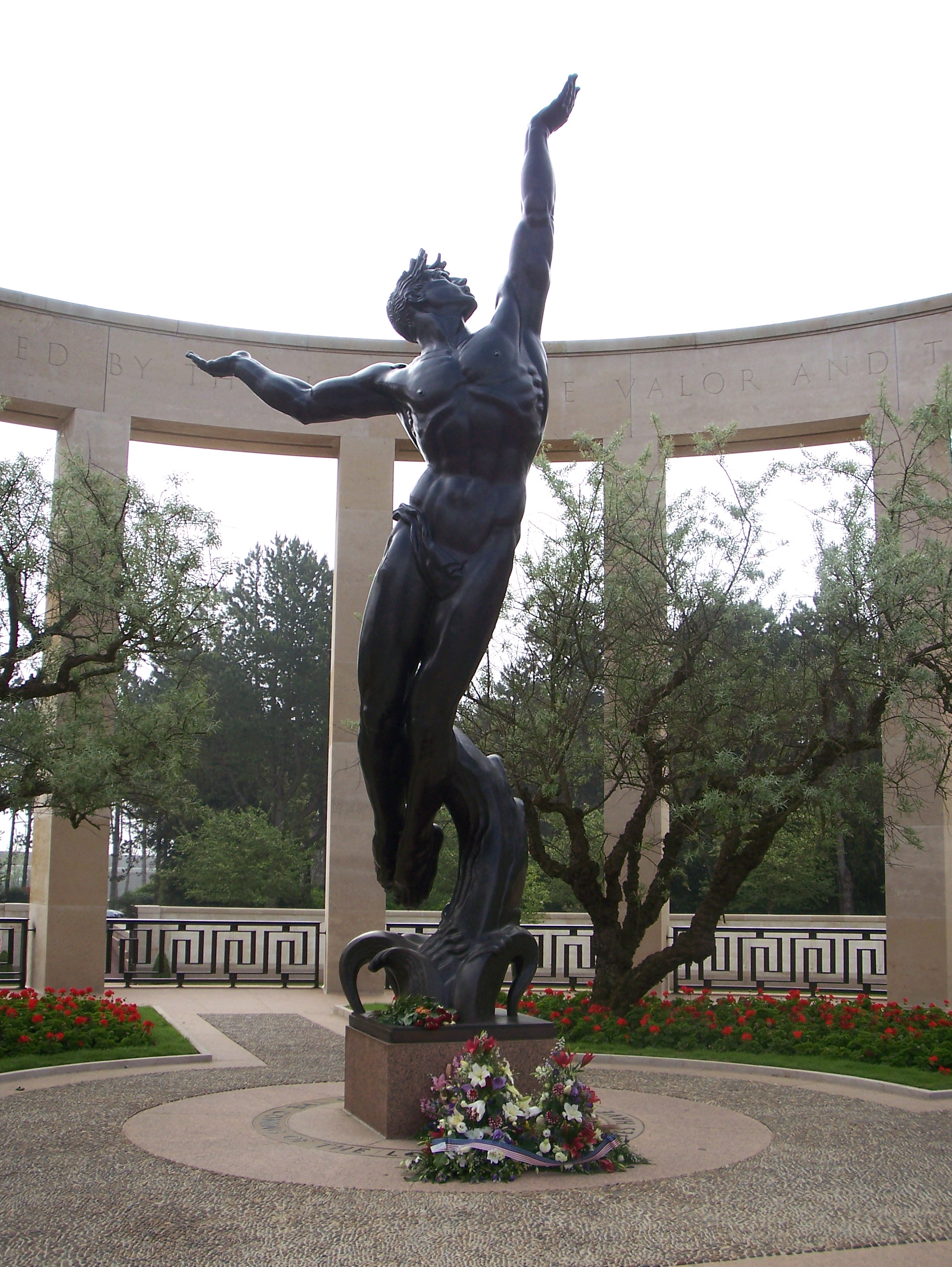
Duch americké mládeže vyvstávající z vln
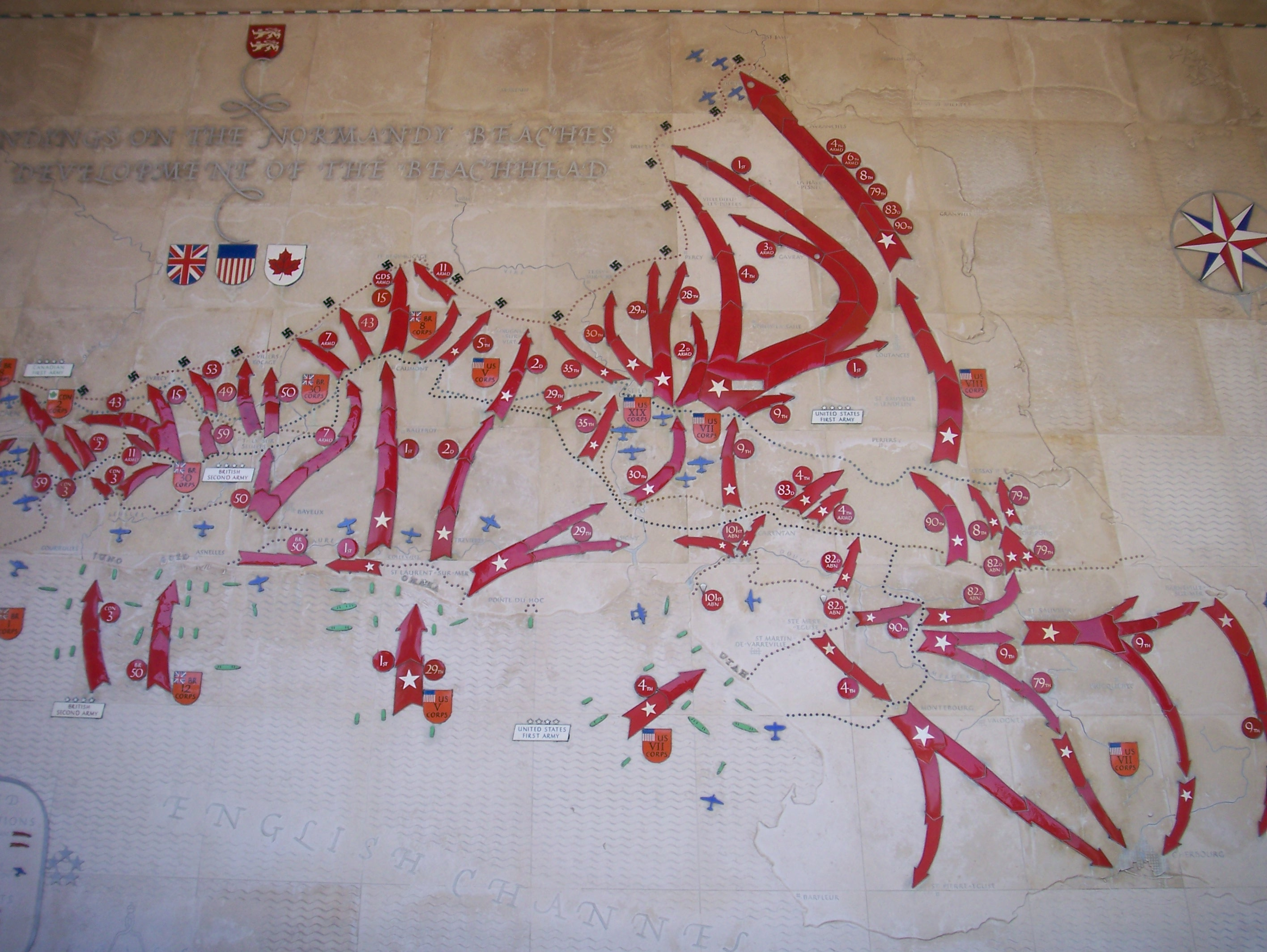
Mapa vylodění na plážích Normandie
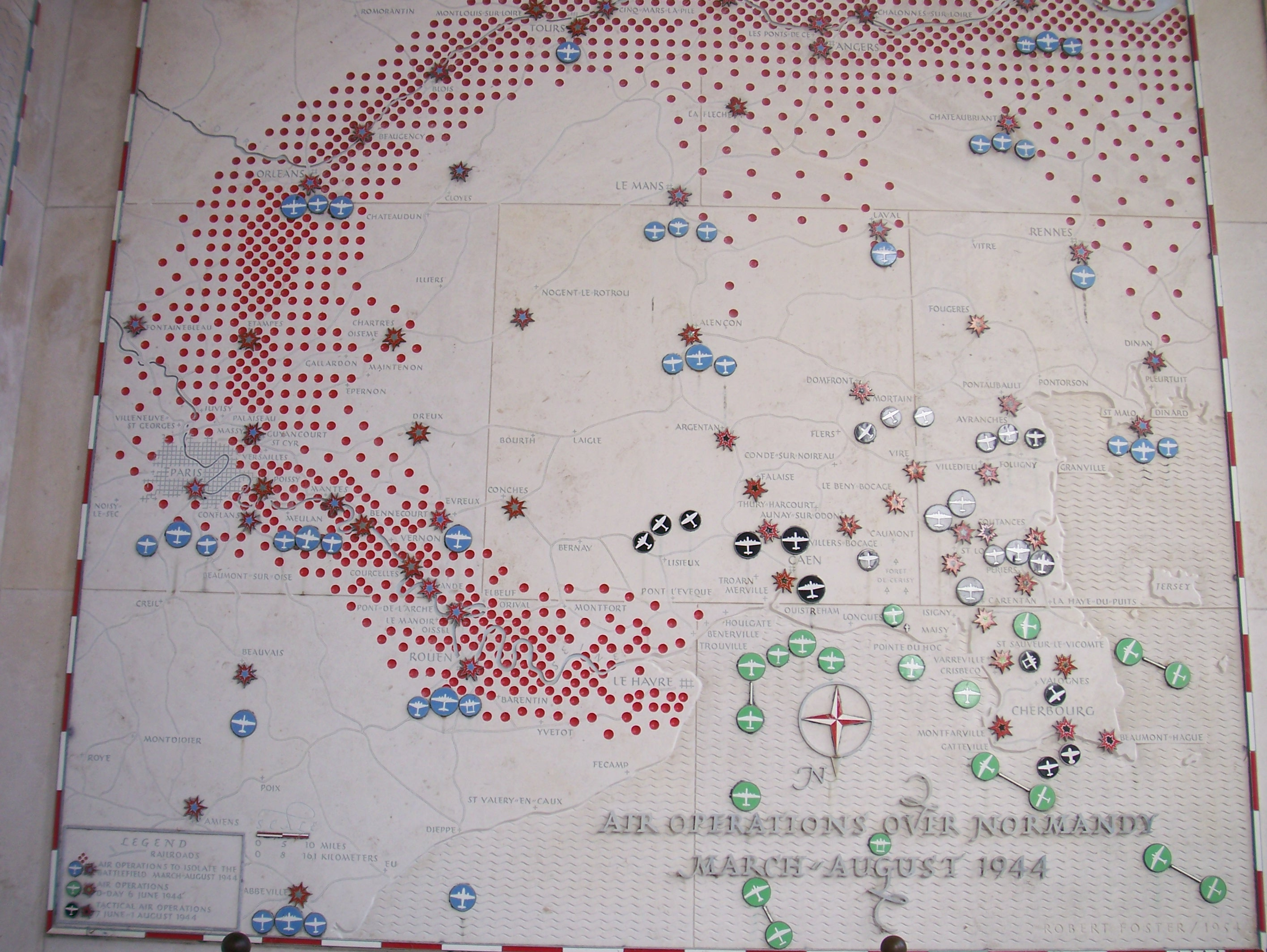
Mapa leteckých operací nad Normandií
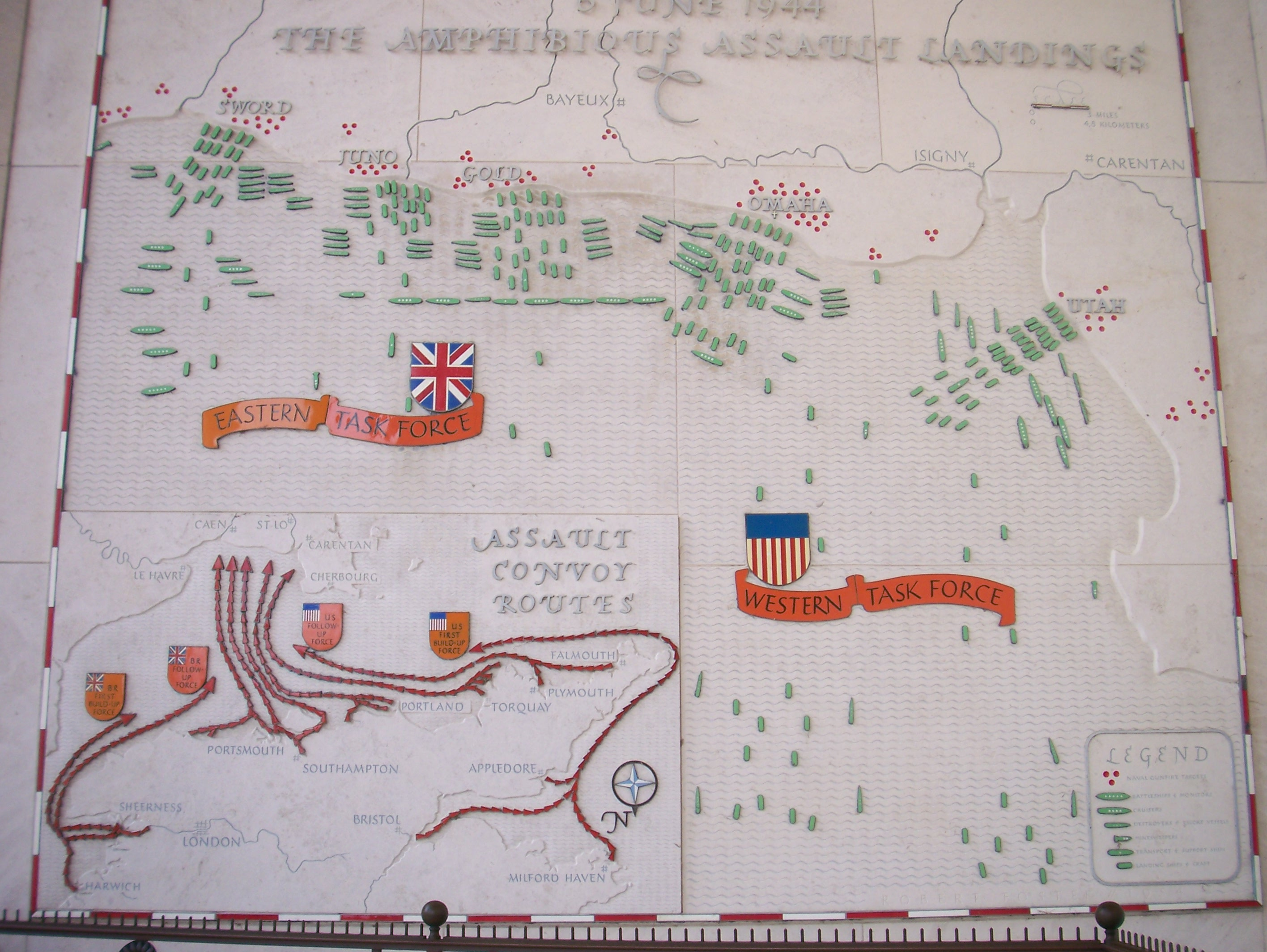
Mapa suchozemských i mořských útočných přistání
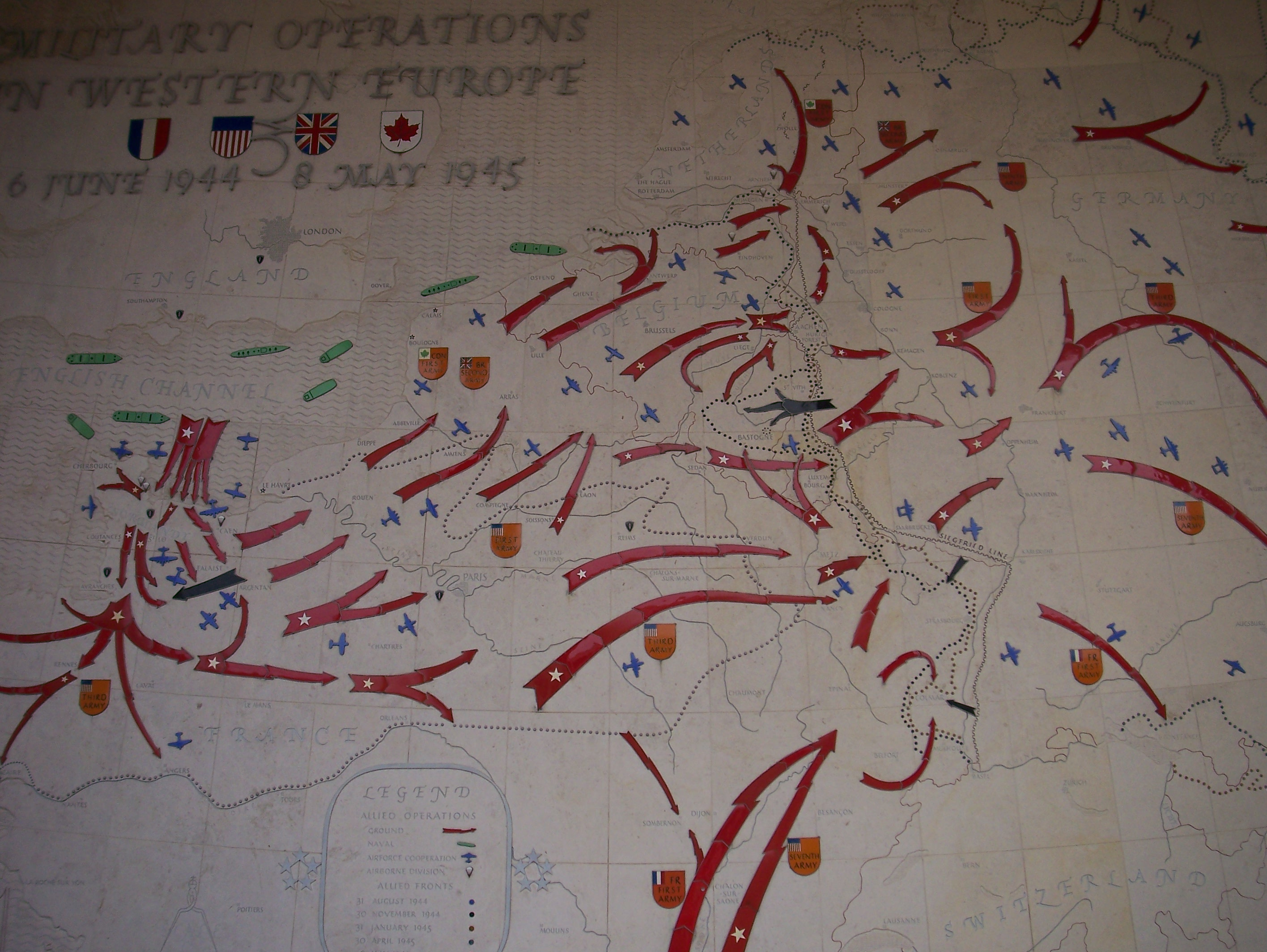
Mapa vojenských operací v západní Evropě

### Zeď nezvěstných
Půlkruhové zahrady nesou 1 557 vyrytých jmen vojáků, kteří byli v Normandii prohlášeni za nezvěstné. Většina z nich byla ztracena na moři, včetně více než 489 vojáků při potopení SS Léopoldville.
U devatenácti z těchto jmen je bronzová růžice, což znamená, že jejich tělo bylo nalezeno a identifikováno od věnování hřbitova americkým vojákům.
V jeho středu je vyryto „TĚMTO DLUŽÍME ZA VELKÉ ODHODLÁNÍ, ŽE TO, PROČ ZEMŘELI, BUDE ŽÍT“.

### Kaple
Uprostřed hřbitova se nachází multikonfesní kaple. Na jejím oltáři z černého a zlatého pyrenejského mramoru je napsáno „DÁVÁM JIM VĚČNÝ ŽIVOT A NIKDY NEZAHYNOU“. Na vitráži za ním je latinský kříž, Davidova hvězda a symboly alfa a omega, které mají reprezentovat všechna ostatní náboženství.
Na jejím stropě se nachází velkolepá mozaika od Leona Krolla. Byla dokončena v roce 1953 a je tvořena 500 000 dlaždicemi. Na jedné straně je vyobrazena bohyně svobody Kolumbie, která alegoricky představuje Ameriku, která žehná „svému synovi s puškou, než odjede bojovat do zámoří.

Na její střeše je vyryto
TITO VŠECHNO VYDRŽELI A VŠECHNO DALI, ABY SPRAVEDLNOST MEZI NÁRODY MOHLA ZVÍTĚZIT A ABY SI LIDSTVO MOHLO UŽÍVAT SVOBODY A DĚDIT MÍR

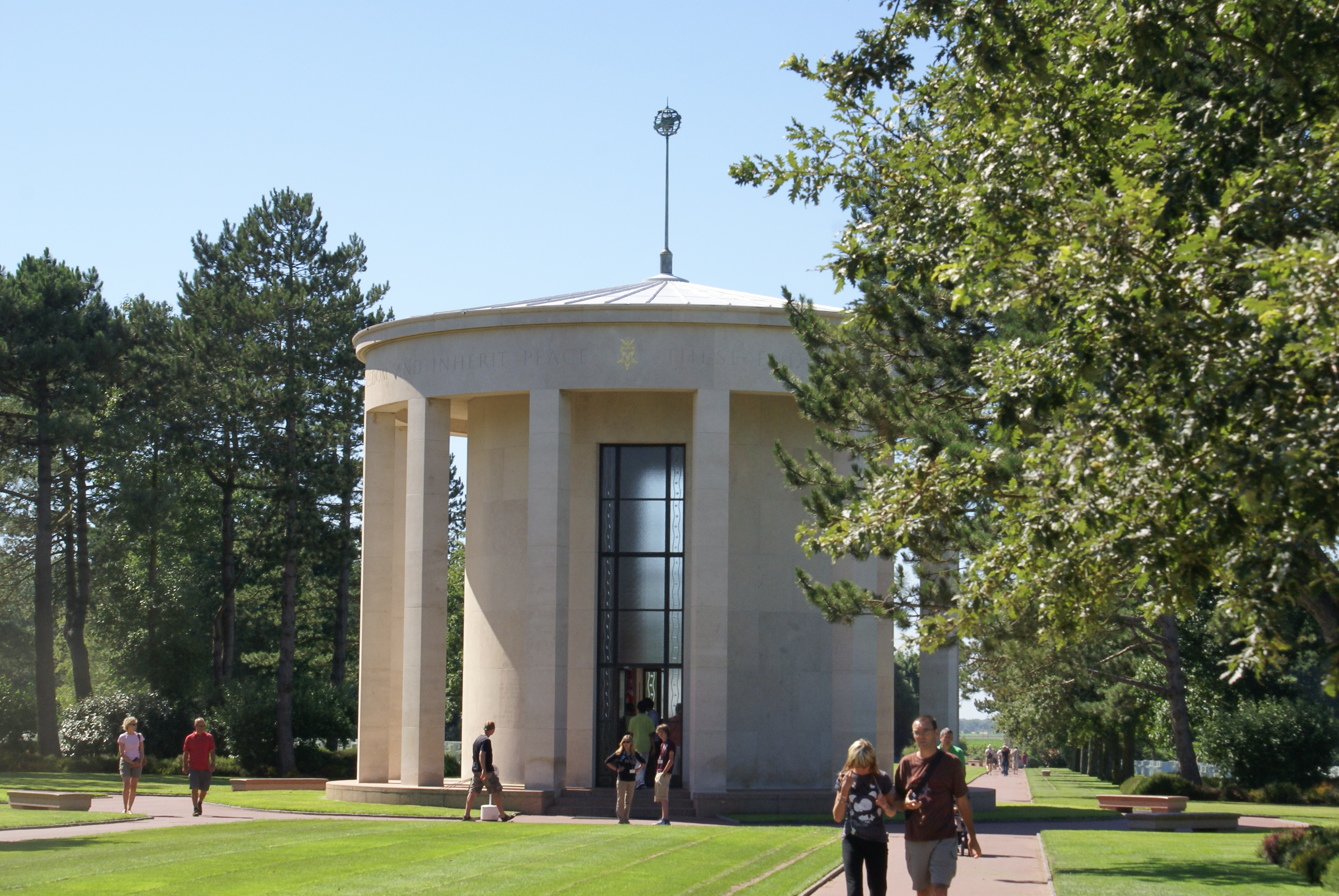
Kaple na hřbitově
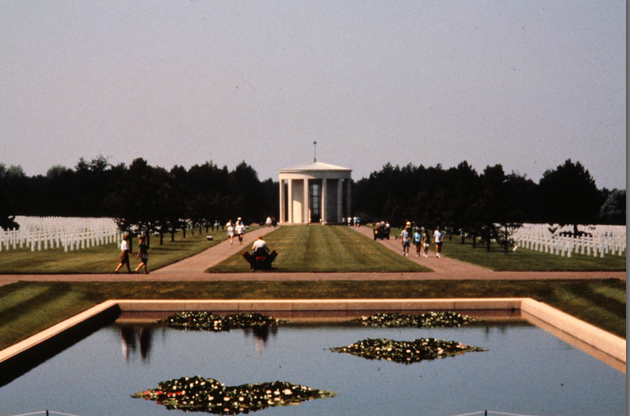
Pohled z památníku v roce 1989
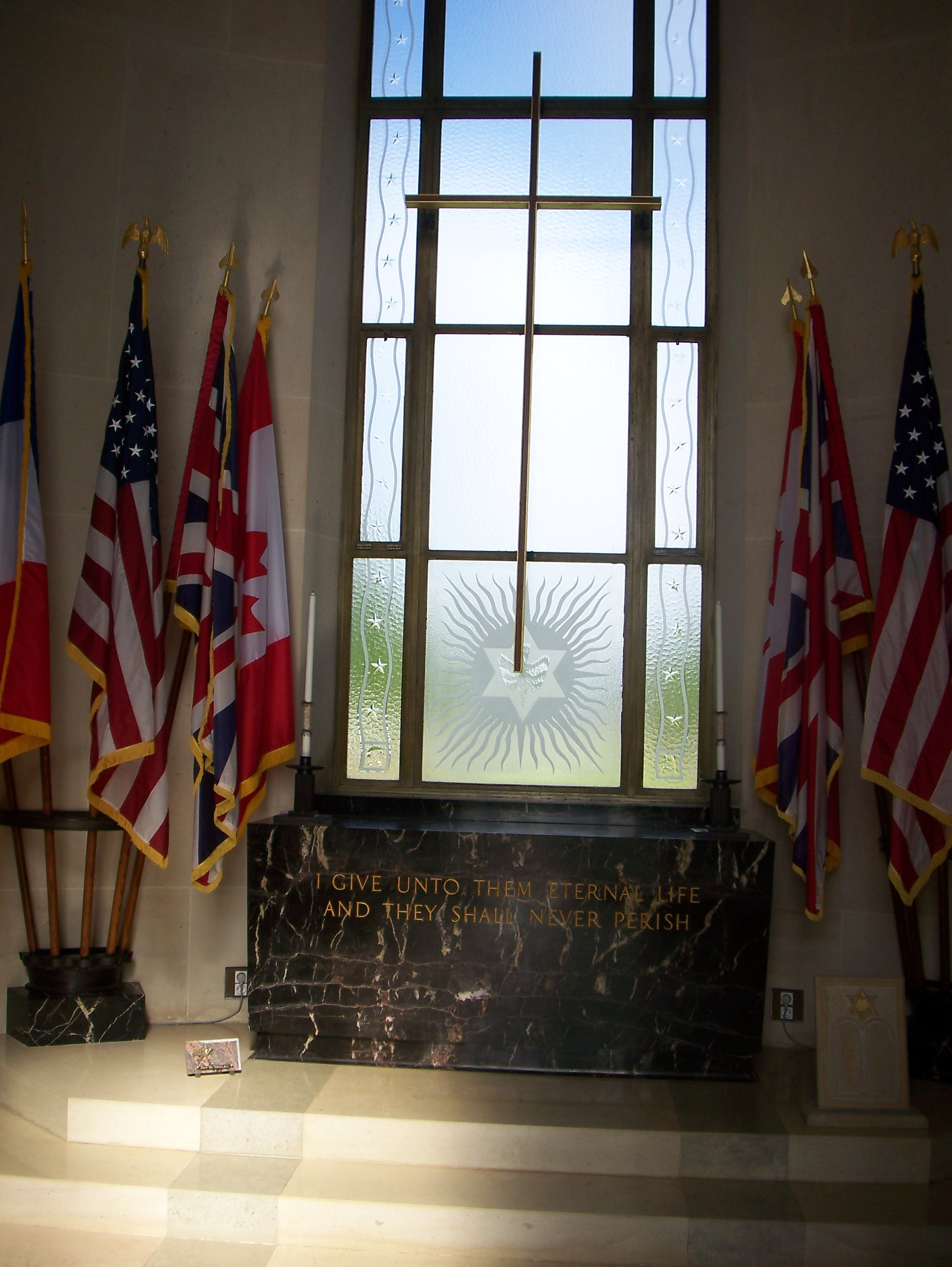
Oltář uvnitř kaple
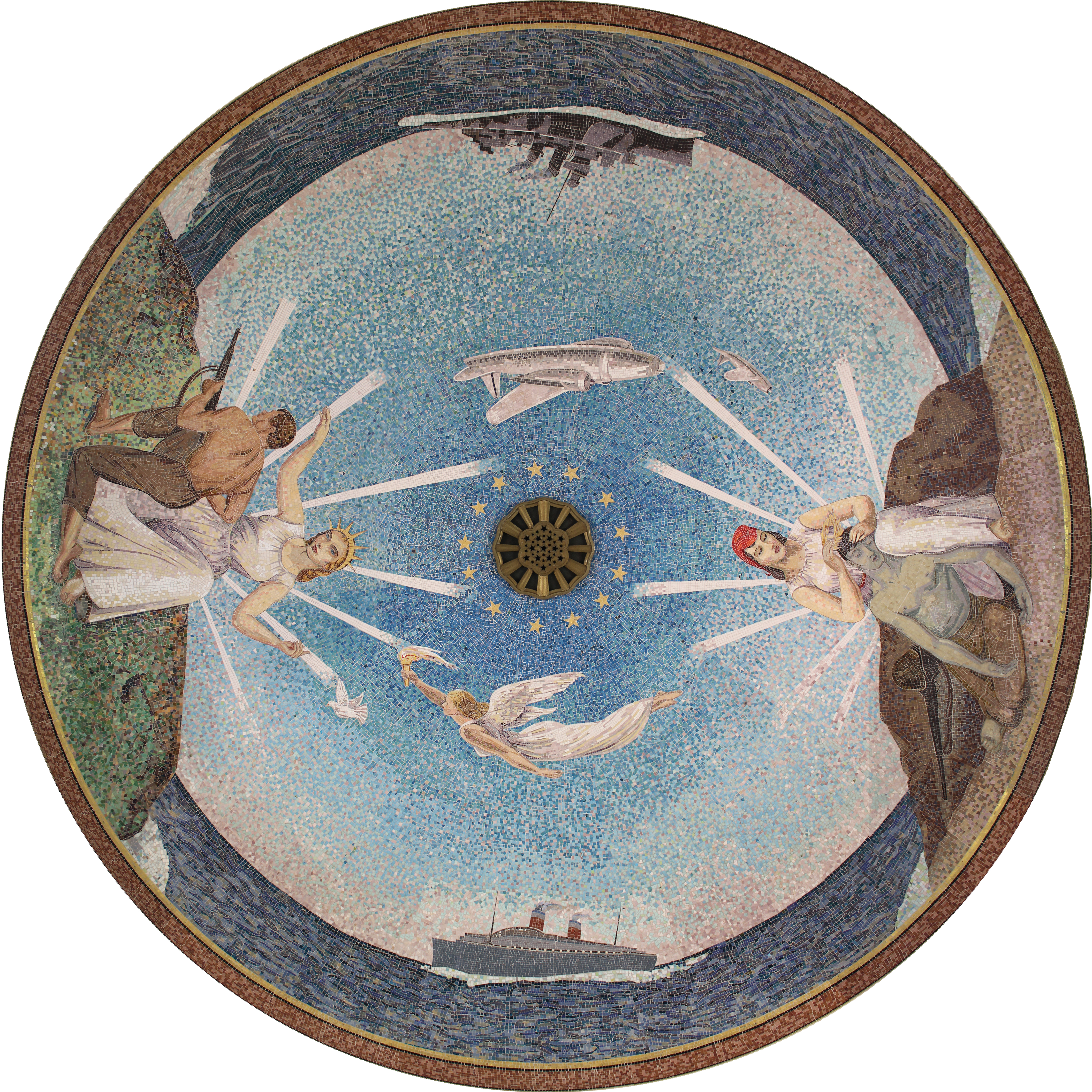
Strop kaple

### Orientační stůl
Orientační stůl s výhledem na pláž zobrazuje vylodění v Normandii. Navrhl ho Robert Foster a je ze švédské černé žuly.

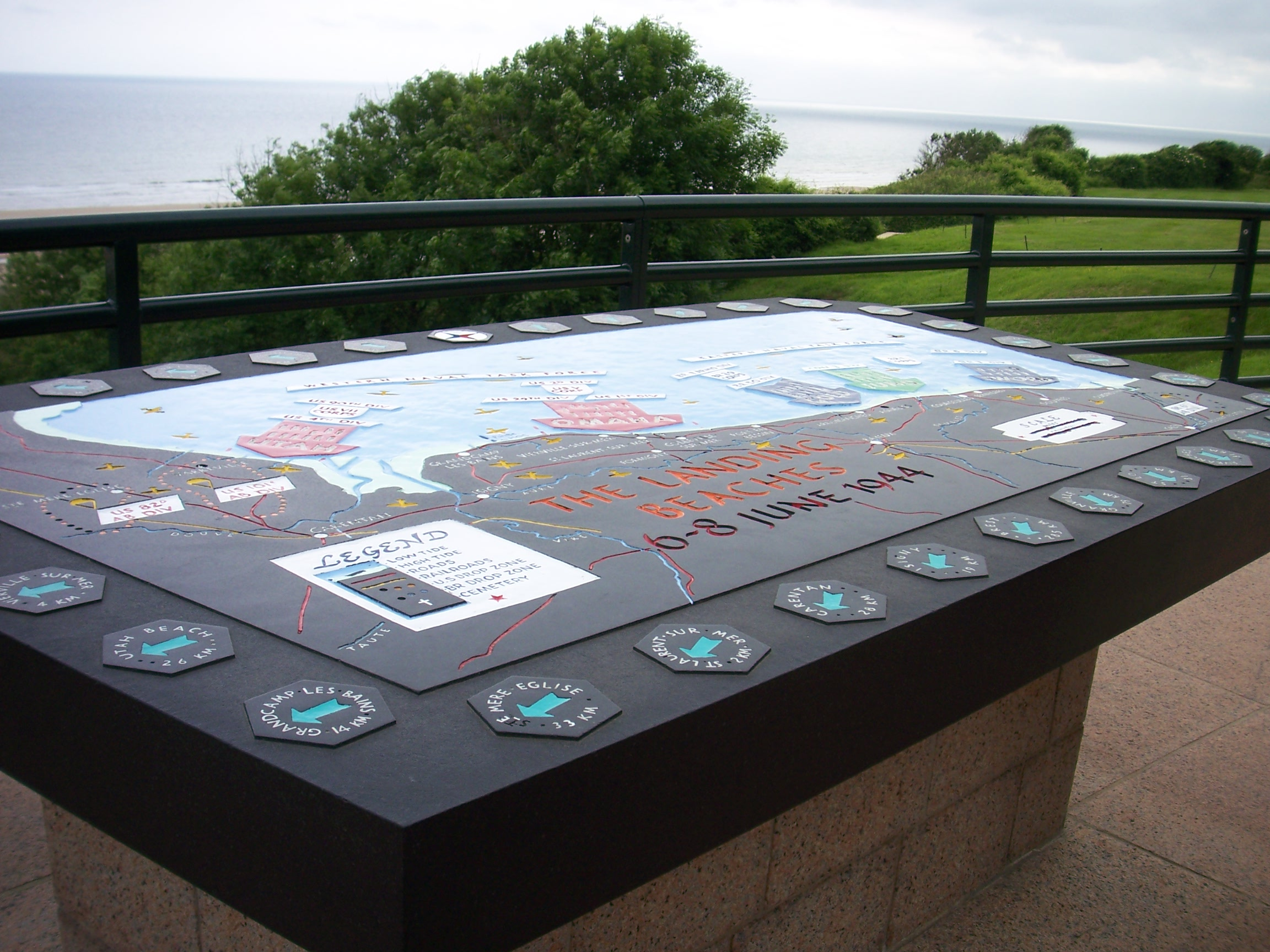
Orientační stůl
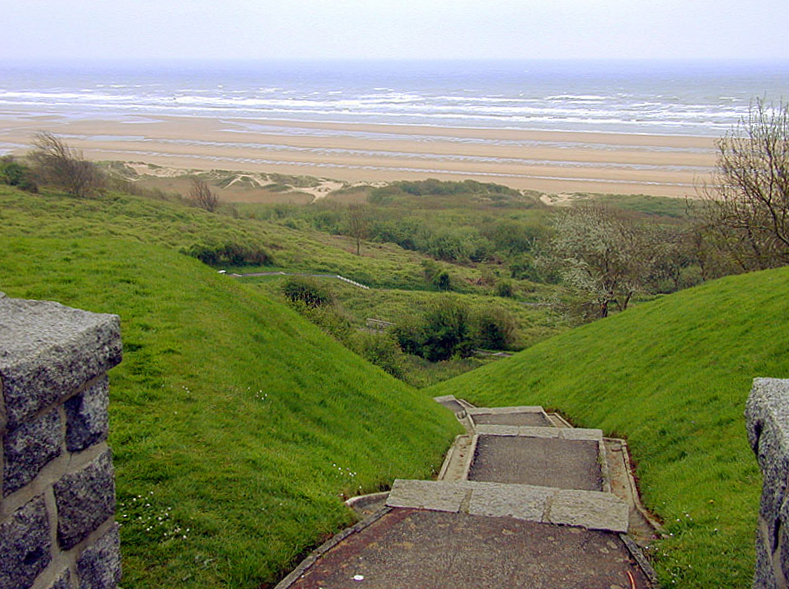
Nyní uzavřený přístup na pláž Omaha ze hřbitova

### Časová schránka

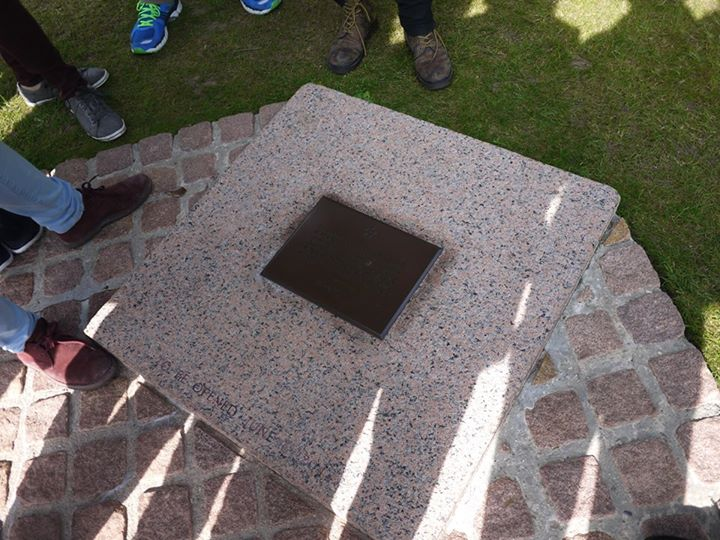
Časová schránka

V trávníku přímo naproti vchodu do staré budovy návštěvníků je zapečetěná časová schránka, která obsahuje zprávy o vylodění v Normandii 6. června 1944. Schránka je pokryta růžovou žulovou deskou, na které je vyryto: Otevřít 6. června 2044. Uprostřed desky je připevněna bronzová plaketa zdobená pěti hvězdami armádního generála a s vyrytým následujícím nápisem: „Na památku generála Dwighta D. Eisenhowera a sil pod jeho velením. Tuto zapečetěnou schránku obsahující zprávy o vylodění v Normandii 6. června 1944 sem umístili novináři, kteří zde byli 6. června 1969.“

### Krajina
Hřbitov je osázen borovicí černou, dubem cesmínovitým a dubem cerem. Jeho podrost tvoří olše, duby, jasany, platany, javory a několik borovic. Zdobí jej růže, vřes a vřesovec.

## Památky

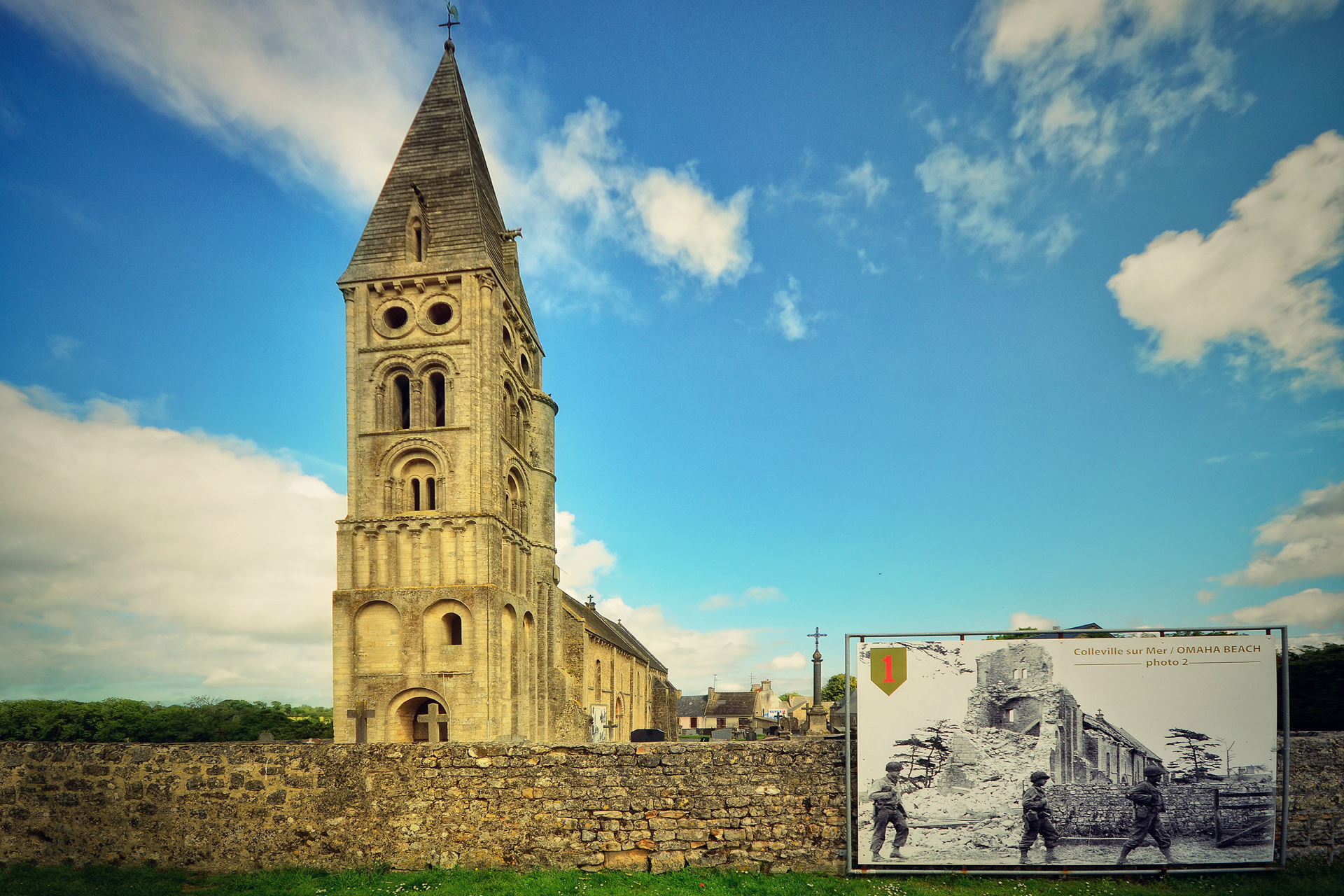
Notre-Dame de l'Assomption de Colleville

- Notre-Dame de l'Assomption de CollevilleNotre-Dame de l'Assomption de Colleville v Colleville-sur-Mer: datováno do 12. nebo 13. století, historická památka od roku 1840.
- Muzeum Overlord se nachází v Colleville-sur-Mer na cestě k americkému hřbitovu a památníku v Normandii.

## V populární kultuře
- Ve filmu Zachraňte vojína Ryana (1998) je hřbitov představen na začátku a na konci a ukazuje veterána z druhé světové války vojína Jamese Francise Ryana v doprovodu jeho rodiny. Na začátku filmu se vydává k hrobu kapitána Johna Millera (hraje Tom Hanks). Na konci říká, že žil svůj život, jak nejlépe mohl, a doufá, že si zasloužil vše, co pro něj Miller a jeho muži udělali. Poté, co požádal svou manželku o potvrzení, že žil dobrý život a byl dobrým mužem, Ryan hrob pozdraví (hrob i kapitán John Miller jsou fiktivní; Millerův náhrobní kámen byl na hřbitov přinesen pouze kvůli filmu). Příběh vojína Ryana je založen na příběhu bratrů Nilandových, z nichž dva jsou pohřbeni na hřbitově; zmiňuje se také o pěti bratrech Sullivanových, kteří byli všichni zabiti při „incidentu Juneau“.
- Hřbitov je zobrazen na obalu alba Scorpions z roku 1977 Taken by Force.